# Œil pour œil (film, 1978)
« I Spit on Your Grave » redirige ici. Pour les autres significations, voir I Spit on Your Grave (homonymie).
Pour les articles homonymes, voir Œil pour œil.
Série I Spit on Your Grave
I Spit on Your Grave: Deja Vu
(2019)
Pour plus de détails, voir Fiche technique et Distribution.
Œil pour œil (Day of the Woman ou I Spit on Your Grave) est un film américain réalisé par Meir Zarchi, sorti en 1978.

## Synopsis
Jennifer, écrivaine new-yorkaise qui a loué un pavillon dans une forêt pour y chercher l'inspiration, est sauvagement battue et violée par quatre hommes, parmi lesquels un handicapé mental manipulé par les trois autres, qui la laissent pour morte. Le temps de se reconstituer, elle les supprimera patiemment, un à un.

## Fiche technique
- Titre : Œil pour œil
- Titre original : Day of the Woman ou I Spit on Your Grave
- Réalisation : Meir Zarchi
- Scénario : Meir Zarchi
- Production : Meir Zarchi et Joseph Zbeda
- Société de production : Cinemagic Pictures
- Photographie : Yuri Haviv
- Montage : Spiro Carras et Meir Zarchi
- Pays de production : États-Unis
- Format : couleurs - 1,85:1 - Mono - 35 mm
- Genre : drame, horreur, thriller, slasher
- Durée : 100 minutes
- Date de sortie : 3 novembre 1978 (États-Unis)
- Film interdit aux moins de 16 ans lors de sa sortie en France

## Distribution
- Camille Keaton : Jennifer Hills (en)
- Eron Tabor : Johnny
- Richard Pace : Matthew Lucas
- Anthony Nichols : Stanley
- Gunter Kleemann : Andy
- Alexis Magnotti : la femme du préposé
- Tammy Zarchi : l'enfant
- Terry Zarchi : l'enfant
- Traci Ferrante : la serveuse
- William Tasgal : Porter
- Isaac Agami : le boucher
- Ronit Haviv : la fille du supermarché

## Autour du film
- Le tournage s'est déroulé à Kent, dans le Connecticut. La maison que l'on peut voir dans le film appartenait au chef opérateur Yuri Haviv.
- La chanson Sola Perduta Abandonnato a été composée par Giacomo Puccini pour l'opéra Manon Lescaut (1893).
- Le film eut droit à une suite, Savage Vengeance (en), réalisée par Donald Farmer en 1993.
- Le critique de film Roger Ebert a souvent cité Œil pour œil comme l'un des pires films jamais réalisé.
- Parmi les différents films d'horreur mettant en scène un viol et la vengeance qui s'ensuit, citons La Dernière Maison sur la gauche (The Last House on the Left, 1972), Crime à froid (1974) ou Carnage (1985).
- Pour échapper à la classification X (ancienne appellation du NC-17 actuel), qui aurait empêché toute personne de moins de 18 ans de voir le film, le cinéaste dut couper 17 minutes du montage qu'il avait soumis à la MPAA[1].
- Un remake du film réalisé par Steven R. Monroe est sorti en 2010 : I Spit on Your Grave.

## Distinctions
- Prix de la meilleure actrice pour Camille Keaton lors du Festival international du film de Catalogne en 1978.